# Cristina Tajani
Cristina Tajani (Terlizzi, 28 novembre 1978) è una politica ed economista italiana, dal 31 maggio 2023 Senatrice della Repubblica per il Partito Democratico.

## Biografia

### Studi e attività accademica
Nata a Terlizzi, in provincia di Bari, da Ernesto Tajani e Luigia La Tegola, e nipote di Antonio La Tegola a lungo sindaco di Terlizzi si è laureata in economia all'Università commerciale Luigi Bocconi nel 2003, conseguendo poi un dottorato di ricerca in scienze del lavoro all'Università degli Studi di Milano nel 2007.
La sua carriera accademica comincia attivamente nel 2008 come docente di microeconomia e di economia del lavoro presso l'Università di Milano.
Nel 2021, terminata l'esperienza da assessore comunale, diventa docente di politiche europee per la sostenibilità presso il Politecnico di Milano.
A luglio 2022 Tajani viene nominata presidente di ANPAL Servizi, ruolo dal quale decade nel marzo 2023, a seguito della decisione della ministra del lavoro e delle politiche sociali Marina Elvira Calderone, adottata d'intesa col MEF, di revocare il consiglio di amministrazione della società controllata da ANPAL a due anni dalla sua scadenza.

## Attività politica
Ha militato nel Partito della Rifondazione Comunista, in particolare nella sua organizzazione giovanile (all'interno della quale ha pure ricoperto l'incarico di Responsabile Regionale Lavoro e Precariato nell'Esecutivo lombardo), e in Sinistra Ecologia Libertà di Nichi Vendola, fino a quando nel 2016 decide di sostenere la corsa di Beppe Sala alle elezioni primarie del centro-sinistra per la scelta del candidato sindaco di Milano.
Alle elezioni amministrative del 2016 si candida al consiglio comunale di Milano, a sostegno del candidato sindaco del centro-sinistra Sala nella sua lista civica "Noi, Milano", risultando la prima delle elette con 1.268 preferenze.
Dal 2011 al 2021 ha ricoperto la carica di assessore alle attività produttive e al lavoro del comune di Milano, nelle giunte comunali di centro-sinistra guidate da Giuliano Pisapia prima e Beppe Sala poi.
Alle elezioni politiche anticipate del 2022 si candida al Senato della Repubblica, per la lista elettorale Partito Democratico - Italia Democratica e Progressista nel collegio plurinominale Lombardia - 02 in quarta (ed ultima) posizione, risultando la prima dei non eletti. Si insedia come senatrice il 31 maggio 2023, a seguito delle dimissioni di Carlo Cottarelli.
Nella XIX legislatura è componente della 6ª Commissione Finanze e tesoro.
Alle elezioni primarie del PD del 2023 sostiene la mozione di Elly Schlein, deputata del PD, che risulterà vincente con il 53,75% dei voti.